# Герц, Карл Карлович
Карл Ка́рлович Герц (Карл Эрдман Гёрц) (1820—1883) — историк, археолог, искусствовед, заслуженный профессор Московского университета, действительный статский советник.

## Биография
Родился 4 (16) августа 1820 года в купеческой семье. Вместе со своим братом Фридрихом его отец, Карл Эрдман Герц, уроженец Познани, переселился в Россию, принял российское подданство (1858). Был женат на Софье Даниловне, дочери московского архитектора Даниила Фёдоровича Гиерта, построившего здание 1-го кадетского корпуса. Брат Карла Герца, Константин Карлович (1826—1879), учился вместе с А. К. Саврасовым, который женился на их сестре, Софье (1826—1900), а Карл Карлович стал близким задушевным другом художника Саврасова. Ещё в семье был младший брат Фердинанд (ум. 1861), сёстры Эрнестина и Аделаида, ставшая женой М. И. Бочарова.
Первоначальное образование Карл Герц получал до 1835 года во французском пансионе Ораса Гэ, затем окончил в 1839 году Московскую коммерческую практическую академию. По указу от 20 сентября 1835 года, показавшие отличные успехи награждались при выпуске из академии личным почётным гражданством, а уже имевшие звание потомственно, — награждались золотыми и серебряными медалями. Поскольку это положение не распространялось на иностранных поданных, Карл Герц был удостоен награждения подарком. В 1840 году он стал студентом словесного отделения философского факультета Московского университета, которое окончил в 1844 году со степенью кандидата. В течение года был учителем и воспитателем в семье графа В. А. Мусина-Пушкина в Гельсингфорсе, затем шесть лет был воспитателем в доме светлейшего князя H. И. Салтыкова в Петербурге.
В июне 1851 года уехал за границу с целью продолжения образования; предметом изучения он выбрал памятники архитектуры и живописи (миниатюры рукописей), для чего посетил ряд городов Германии, Италии, Швейцарии, Франции, Англии и Бельгии; в 1853—1854 годах, два семестра учился в Берлинском университете.
По возвращении в Россию в 1856 году — по причине болезни матери, 24 апреля 1857 года он представил историко-филологическому факультету Московского университета, в качестве пробной лекции, свою работу «О состоянии живописи в Северной Европе» и с 21 августа начал читать, необязательные для учащихся, лекции в Московском университете по истории и археологии искусства в качестве приват-доцента. В конце 1858 года он принял русское подданство. Н. А. Рамазанов вспоминал: «…мы слышали первую лекцию истории искусств г. Герца. Первая лекция об истории искусств с университетской кафедры! Должны порадоваться первые художники, жалующиеся на холодность и бестолковость большинства публики. Когда в условия образования каждого русского войдет более или менее эстетика изобразительных искусств, то, без сомнения, сочувствие к художникам и понимание их произведений должны распространиться».
В 1859 году Карл Герц был командирован на Таманский полуостров; произведя основательные археологические раскопки, он нашёл там интересные античные памятники и эти находки были положены в основу его диссертации «Археологическая топография Таманского полуострова», которую он защитил 4 марта 1870 года, получив степень магистра теории и истории искусств; с мая 1870 года он стал доцентом по кафедре теории искусств. Императорское Русское археологическое общество, принявшее его в число своих действительных членов, присудило ему за диссертацию большую серебряную медаль. За труд «Исторический обзор археологических исследований и открытий на Таманском полуострове с конца XVIII столетия до 1859 г.», опубликованный в 1876 году, Русское археологическое общество 18 марта 1877 года присудило ему вторую большую серебряную медаль.
В 1857 году Герц стал помещать в «Русском Вестнике» статью под заглавием «Археология и современное искусство»; в этом журнале в 1882 году была напечатана и его последняя статья: «Генрих Шлиман, его жизнь, раскопки и литературные труды» (кн. 2). Его многочисленные статьи печатались также в «Современнике» (с 1846), «Москвитянине» (с 1851); «Пропилеях», «Отечественных записках» (с 1857), «Атенее» (1858—1859), «Современном летописце» (с 1862), «Журнале Министерства Народного Просвещения», «Санкт-Петербургских Ведомостях», «Известиях Московского университета», «Древностях Московского археологического общества», «Археологический Вестник» и мн. др. изданиях. В июле 1859 года появилась его статья: «О состоянии живописи в Северной Европе от Карла Великого до начала романской эпохи (IX и X столетия)». В 1861 году в «Летописях русской литературы и древности», издававшихся Н. С. Тихонравовым, небольшое исследование о важном памятнике русского древнего искусства: «Миниатюры Остромирова Евангелия». В 1870 году его постиг лёгкий удар паралича, и 1871—1872 годы он провёл за границей на лечении. В 1873 году, по материалам корреспонденций из-за границы, была напечатана книга «Письма из Италии и Сицилии».
Дополнив свою старую работу, прочитанную им в 1857 году в качестве пробной лекций материалом по миниатюрной живописи памятников IV века, К. К. Герц в 1873 году защитил диссертацию «О состоянии живописи в Северной Европе от Карла Великого до начала Романской эпохи (IX и X столетия)» на учёную степень доктора теории и истории искусств. В ноябре 1873 года был утверждён экстраординарным профессором; с 1881 года — ординарный профессор. Кроме этого, К. К. Герц преподавал в московской консерватории (1866—1871) и Строгановском училище технического рисования (1878—1879). В 1879 году его поразил второй удар, после которого он держал голову наклоненной на бок; однако это состояние не мешало его учёной и литературной деятельности.
Помимо университета Герц читал лекции в Московском училище живописи, ваяния и зодчества (1861—1863), Консерватории (1866—1877) и Строгановском училище (1878—1879).
Ещё в 1862 году Карл Герц был назначен хранителем отделения изящных искусств и древностей Румянцевского музея. Им были подготовлены и изданы «Каталог картин и скульптурного отделения Моск. публичного музея» (М., 1864) и «Каталог гравировального отделения Моск. публичного музея» (М., 1866); «Геометрическая орнаментация и её происхождение» (1879).
В 1872—1883 годах был товарищем председателя Московского археологического общества графини П. А. Уваровой.
В 1881 году избран гласным Московской городской думы.
В конце 1882 года он вышел в отставку со званием заслуженного профессора Московского университета; 29 декабря 1882 года произведён в действительные статские советники.
Умер 16 (28) февраля 1883 года. Похоронен на Введенском кладбище (могила утрачена). Свой капитал завещал Императорской академии наук.
Ценная обширная библиотека К. Герца (6150 названий) с собранием гравюр и фотографий после его смерти перешла к сестре Эрнестине Карловне Герц, которая продала её Историческому музею за 6 тысяч рублей. Кроме этого, в 1895 году она оставила Академии наук 7 тысяч рублей с условием, что проценты с «того капитала были употреблены на издание биографии её брата и его сочинений, а затем на поощрение ученых трудов по классической археологии и другим наукам, которые были предметом его занятий»; издание сочинений Герца было закончено Академией наук в 1901 году.
Карл Герц был одним из активных членов Московского общества любителей художеств. В августе 1862 года он получил звание почетного вольного общника Академии художеств. Он состоял также членом-корреспондентом Археологического общества в Берлине (1858), Института археологической корреспонденции в Риме (1865) и международного конгресса исторической археологии в Копенгагене (1869), действительным членом обществ: Любителей естествознания при Московском университете (1864), древнерусского искусства при Московском публичном музее (1866), Учёного эстонского общества при Дерптском университете (1869) и Одесского общества истории и древностей (1871), непременным членом Общества любителей естествознания, антропологии и этнографии (1868) и почётным членом Общества отечественной истории в Палермо (1869).
За период 1850—1880 годов он опубликовал десятки статей в журналах «Современник», «Москвитянин», «Русская речь», «Отечественные записки», «Русский вестник»; собрание его сочинений было подготовлено к печати Академией наук и вышло в свет в 9 выпусках (М., 1898—1901).